# برونو مانويل رودريغيز سيلفا
برونو مانويل رودريغيز سيلفا (بالبرتغالية: Bruno Manuel Rodrigues Silva‏) (مواليد 5 أغسطس 1982 في ماتوسينهوس - البرتغال) لاعب كرة قدم برتغالي يلعب حاليا لصالح نادي الدرجة الأولى ريال مايوركا الإسباني منذ 2009 في مركز الوسط المدافع . .

## روابط خارجية
- برونو مانويل رودريغيز سيلفا على موقع الاتحاد الأوربي (الإنجليزية)
- برونو مانويل رودريغيز سيلفا على موقع قاعدة بيانات كرة القدم.إي يو (الإنجليزية)
- برونو مانويل رودريغيز سيلفا على موقع Soccerway.com (الإنجليزية)
- برونو مانويل رودريغيز سيلفا على موقع كووورة
- برونو مانويل رودريغيز سيلفا على موقع AS.com (الإسبانية)